# Galilejski potres (363)
Potres v Galileji leta 363 je bil hud potres, ki je pretresal Galilejo in bližnje regije 18. in 19. maja . Najvišja zaznana intenzivnost dogodkov je bila ocenjena na VII (zelo močna) na  lestvici Medvedev – Sponheuer – Karnik. Potresi so se zgodili na delu sistema prelomov Mrtvega morja (MST) (Jordanski tektonski jarek) med Mrtvim morjem in Akabskim zalivom.

## Učinek
Sepforis, severozahodno od Nazareta, je bil močno poškodovan. Nabratein in Nabratejska sinagoga (severovzhodno od Sapfeda) sta bila uničena. Potres je bil morda kriv za neuspeh načrta za obnovo templja v Jeruzalemu z dovoljenjem cesarja Julijana.
Petra in to kar je zdaj Jordanija, je bila smrtonosno poškodovana.